# Howard Hills (Antarktika)
Die Howard Hills sind ein Gebiet niedriger Hügel und Schmelzwasserseen im ostantarktischen Enderbyland. Sie befinden sich südlich des Beaver-Gletscher im nordöstlichen Teil der Scott Mountains.
Luftaufnahmen der Australian National Antarctic Research Expeditions aus dem Jahr 1956 dienten ihrer Kartierung. Das Antarctic Names Committee of Australia (ANCA) benannte sie nach Able Seaman William Edward Howard (1907–1985), Besatzungsmitglied der RRS Discovery bei der British Australian and New Zealand Antarctic Research Expedition (1929–1931).